# Autol
Autol is een gemeente in de Spaanse provincie en regio La Rioja met een oppervlakte van 85,28 km². Autol telt 4.473 inwoners (1 januari 2016).